# Писковице
Писковѝце (на полски: Pyskowice; на немски: Peiskretscham) е град в Южна Полша, Силезко войводство, Гливишки окръг. Административно е обособен като самостоятелна градска община с площ 30,89 км2.

## Население
Според данни от полската Централна статистическа служба, към 1 януари 2014 г. населението на града възлиза на 18 642 души. Гъстотата е 603 души/км2.